# Broad Street Line
| U-Bahn-Strecke von links · U-Bahn-Strecke von rechts                                        |  |                                                         |                                                         |
| U-Bahn-Bahnhof · U-Bahn-Strecke                                                             |  | Fern Rock Transportation Center                         | Fern Rock Transportation Center                         |
| U-Bahn-Strecke · U-Bahn-Dienststation / Betriebs- oder Güterbahnhof                         |  | Fern Rock Yard Betriebshof                              | Fern Rock Yard Betriebshof                              |
| U-Bahn-Abzweig geradeaus, nach links und von links · U-Bahn-Strecke nach rechts             |  |                                                         |                                                         |
| U-Bahn-Tunnelanfang                                                                         |  |                                                         |                                                         |
| U-Bahn-Abzweig geradeaus und ehemals von rechts (im Tunnel)                                 |  | Tunnel unter der Broad Street (nie gebaut)              | Tunnel unter der Broad Street (nie gebaut)              |
| U-Bahn-Bahnhof (im Tunnel)                                                                  |  | Olney Transportation Center                             | Olney Transportation Center                             |
| U-Bahn-Haltepunkt / Haltestelle (im Tunnel)                                                 |  | Logan                                                   | Logan                                                   |
| U-Bahn-Haltepunkt / Haltestelle (im Tunnel)                                                 |  | Wyoming                                                 | Wyoming                                                 |
| U-Bahn-Haltepunkt / Haltestelle (im Tunnel)                                                 |  | Hunting Park                                            | Hunting Park                                            |
| U-Bahn-Abzweig geradeaus und ehemals von rechts (im Tunnel)                                 |  | Tunnel unter der Germantown Avenue (nie gebaut)         | Tunnel unter der Germantown Avenue (nie gebaut)         |
| U-Bahn-Bahnhof (im Tunnel)                                                                  |  | Erie                                                    | Erie                                                    |
| U-Bahn-Haltepunkt / Haltestelle (im Tunnel)                                                 |  | Allegheny                                               | Allegheny                                               |
| Bahnhof quer · U-Bahn-Kreuzung (im Tunnel)                                                  |  | North Philadelphia Northeast Corridor                   | North Philadelphia Northeast Corridor                   |
| U-Bahn-Bahnhof (im Tunnel)                                                                  |  | North Philadelphia                                      | North Philadelphia                                      |
| U-Bahn-Haltepunkt / Haltestelle (im Tunnel)                                                 |  | Susquehanna-Dauphin                                     | Susquehanna-Dauphin                                     |
| U-Bahn-Haltepunkt / Haltestelle (im Tunnel)                                                 |  | Cecil B. Moore                                          | Cecil B. Moore                                          |
| U-Bahn-Bahnhof (im Tunnel)                                                                  |  | Girard                                                  | Girard                                                  |
| U-Bahn-Abzweig geradeaus und nach links (im Tunnel) · U-Bahn-Strecke von rechts (im Tunnel) |  |                                                         |                                                         |
| U-Bahn-Haltepunkt / Haltestelle (im Tunnel) · U-Bahn-Haltepunkt / Haltestelle (im Tunnel)   |  | Fairmount Keilbahnhof mit zwei Ebenen                   | Fairmount Keilbahnhof mit zwei Ebenen                   |
| U-Bahn-Strecke (im Tunnel) · U-Bahn-Strecke nach links (im Tunnel)                          |  | Broad-Ridge Spur (siehe unten)                          | Broad-Ridge Spur (siehe unten)                          |
| U-Bahn-Haltepunkt / Haltestelle (im Tunnel)                                                 |  | Spring Garden                                           | Spring Garden                                           |
| U-Bahn-Strecke (im Tunnel)                                                                  |  | Vine Street Expressway (I-676)                          | Vine Street Expressway (I-676)                          |
| U-Bahn-Haltepunkt / Haltestelle (im Tunnel)                                                 |  | Race-Vine                                               | Race-Vine                                               |
| U-Bahn-Strecke (im Tunnel)                                                                  |  |                                                         |                                                         |
| Bahnhof quer (im Tunnel) · U-Bahn-Kreuzung mit Tunnelstrecke (im Tunnel)                    |  | Suburban Station Center City Commuter Connection        | Suburban Station Center City Commuter Connection        |
| U-Bahn-Bahnhof (im Tunnel)                                                                  |  | City Hall                                               | City Hall                                               |
| U-Bahn-Bahnhof quer (im Tunnel) · U-Bahn-Kreuzung mit Tunnelstrecke (im Tunnel)             |  | 15th Street Market–Frankford Line, Subway–Surface Lines | 15th Street Market–Frankford Line, Subway–Surface Lines |
| U-Bahn-Bahnhof (im Tunnel)                                                                  |  | Walnut-Locust                                           | Walnut-Locust                                           |
| U-Bahn-Bahnhof quer (im Tunnel) · U-Bahn-Kreuzung mit Tunnelstrecke (im Tunnel)             |  | 15th-16th & Locust Streets PATCO Speedline              | 15th-16th & Locust Streets PATCO Speedline              |
| U-Bahn-Strecke (im Tunnel)                                                                  |  |                                                         |                                                         |
| U-Bahn-Haltepunkt / Haltestelle (im Tunnel)                                                 |  | Lombard-South                                           | Lombard-South                                           |
| U-Bahn-Haltepunkt / Haltestelle (im Tunnel)                                                 |  | Ellsworth-Federal                                       | Ellsworth-Federal                                       |
| U-Bahn-Haltepunkt / Haltestelle (im Tunnel)                                                 |  | Tasker-Morris                                           | Tasker-Morris                                           |
| U-Bahn-Abzweig geradeaus und ehemals nach rechts (im Tunnel)                                |  | Tunnel unter der Passyunk Avenue (nie gebaut)           | Tunnel unter der Passyunk Avenue (nie gebaut)           |
| U-Bahn-Haltepunkt / Haltestelle (im Tunnel)                                                 |  | Snyder                                                  | Snyder                                                  |
| U-Bahn-Haltepunkt / Haltestelle (im Tunnel)                                                 |  | Oregon                                                  | Oregon                                                  |
| U-Bahn-Strecke (im Tunnel)                                                                  |  | Schuylkill Expressway (I-76)                            | Schuylkill Expressway (I-76)                            |
| U-Bahn-Kopfbahnhof Streckenende (im Tunnel)                                                 |  | NRG                                                     | NRG                                                     |

| U-Bahn-Bahnhof (im Tunnel)                                                                                                |  | Girard                                          | Girard                                          |
| U-Bahn-Strecke von links (im Tunnel) · U-Bahn-Abzweig geradeaus und nach rechts (im Tunnel)                               |  |                                                 |                                                 |
| U-Bahn-Haltepunkt / Haltestelle (im Tunnel) · U-Bahn-Haltepunkt / Haltestelle (im Tunnel)                                 |  | Fairmount Keilbahnhof mit zwei Ebenen           | Fairmount Keilbahnhof mit zwei Ebenen           |
| U-Bahn-Strecke nach rechts (im Tunnel) · U-Bahn-Strecke (im Tunnel)                                                       |  | Broad Street Line nach Pattison                 | Broad Street Line nach Pattison                 |
| ehemaliger U-Bahn-Haltepunkt / Haltestelle (im Tunnel)                                                                    |  | Spring Garden (1991 geschlossen)                | Spring Garden (1991 geschlossen)                |
| U-Bahn-Haltepunkt / Haltestelle (im Tunnel)                                                                               |  | Chinatown                                       | Chinatown                                       |
| U-Bahn-Strecke (im Tunnel) · U-Bahn-Strecke von links (im Tunnel)                                                         |  | PATCO Speedline nach Lindenwold (New Jersey)    | PATCO Speedline nach Lindenwold (New Jersey)    |
| U-Bahn-Abzweig geradeaus und ehemals nach links (im Tunnel) · U-Bahn-Abzweig geradeaus und ehemals von rechts (im Tunnel) |  |                                                 |                                                 |
| U-Bahn-Kopfbahnhof Streckenende (im Tunnel) · U-Bahn-Bahnhof (im Tunnel)                                                  |  | 8th & Market Streets                            | 8th & Market Streets                            |
| U-Bahn-Strecke (im Tunnel)                                                                                                |  | PATCO Speedline nach 15th-16th & Locust Streets | PATCO Speedline nach 15th-16th & Locust Streets |

Die SEPTA Broad Street Line oder Broad Street Subway ist eine elektrisch betriebene Untergrundbahn in der US-amerikanischen Stadt Philadelphia. Sie wird von der Southeastern Pennsylvania Transportation Authority (SEPTA) betrieben. Ihrer Erkennungsfarbe auf Schildern, Rollmaterial und Liniennetzplänen nach wird sie auch als Orange Line bezeichnet. Die Broad Street Line ist neben der New Yorker U-Bahn und der 'L' in Chicago die einzige U-Bahn in den Vereinigten Staaten, die längere viergleisige Streckenabschnitte mit Expressbetrieb aufweist. Der erste Abschnitt wurde am 1. September 1928 eröffnet.

## Verlauf
Die Hauptstrecke ist circa 10,1 Meilen (16,25 km) lang und hat 22 Stationen. Sie verläuft in Nord-Süd-Richtung und ist bis auf die nördliche Endstation Fern Rock Transportation Center und den daran angrenzenden Betriebshof ausschließlich unterirdisch angelegt. Die Bezeichnung als Broad Street Line leitet sich von dem befahrenen Straßenzug ab, unter dem sich der Tunnel fast zur gänzlichen Länge befindet. Es handelt sich dabei um die wichtigste Straße durch die Innenstadt in Nord-Süd-Richtung, die etwa auf halber Höhe zwischen dem Delaware und dem Schuylkill praktisch durch die ganze Stadt verläuft und der Pennsylvania State Route 611 entspricht.
Neben der Hauptstrecke gibt es noch eine etwa 1,9 Meilen (3,1 km) lange Zweigstrecke mit drei Stationen, die Broad/Ridge Spur unter der Ridge Avenue. Sie führt vom Nordrand der Innenstadt tangential Richtung Südosten zum Bahnhof 8th Street der Market–Frankford Line. Auf der Strecke befindet sich mit Spring Garden der einzige Geisterbahnhof der Strecke, der 1989 aufgrund der Kriminalitätssituation im Umfeld des Bahnhofs stillgelegt wurde. Ursprünglich verlief dieser Abschnitt von dort aus noch weiter unter der 8th Street und der Locust Street bis zum Bahnhof 15th–16th & Locust Streets. Dieses Teilstück wird seit 1969 von der PATCO Speedline benutzt.

## Betrieb
Aktuell werden folgende Verbindungen auf der Linie angeboten, deren Halteschemata mithilfe von Lampen neben den Zielfilmen angezeigt werden:
- Local: Fahrten zwischen Fern Rock Transportation Center und NRG mit Halt an allen Stationen, mit weißen Lampen gekennzeichnet
- Express: Eilkurse zwischen Fern Rock Transportation Center und Walnut-Locust mit Halt an ausgewählten Stationen, mit grünen Lampen gekennzeichnet
- Broad Ridge Spur: Fahrten zwischen Fern Rock Transportation Center und 8th & Market Streets mit Halt an allen Stationen auf der Broad Ridge-Zweigstrecke und Halt an ausgewählten Stationen auf der Stammstrecke, mit gelben Lampen gekennzeichnet
- Special: Eilkurse zwischen Fern Rock Transportation Center und NRG mit Halt an ausgewählten Stationen, mit blauen Lampen gekennzeichnet, fährt nur an Spieltagen

Der Fahrbetrieb findet zwischen 4 und 1 Uhr statt, wobei am frühen Morgen ein 15-Minutentakt, zur morgendlichen und abendlichen HVZ ein 7-Minutentakt, Mittags ein 8-Minutentakt und am Abend ein 12-Minutentakt angeboten wird. Die Broad Ridge-Zweigstrecke wird an Sonntagen nicht befahren. In der betriebsfreien Zeit wird ein Nachtverkehr mit Bussen betrieben.

## Fahrzeuge
Zum Beginn des Betriebes standen insgesamt 150 Triebwagen des Typs B-1 zur Verfügung, die zwischen 1927 und 1928 von der J. G. Brill Company gebaut wurden. Um den zusätzlichen Fahrzeugbedarf, welche durch die Streckenverlängerungen entstanden ist, abzudecken, wurden im Jahr 1938 zusätzlich 50 Wagen des Typs B-3 des Schienenfahrzeugherstellers Pressed Steel Car Company beschafft, welche von Typ B-2 ergänzt wurden, von denen im Jahr 1936 insgesamt 26 Stück ebenfalls von Pressed Steel für die Bridge Line zwischen den Stationen 8th & Market Streets und Camden, welche von der Delaware River Bridge Joint Commission und inzwischen Teil der PATCO Speedline ist, gebaut wurden. Die Wagen vom Typ B-2 wurden zunächst auf der gemeinsam mit der Broad Street Line bedienten Verbindung zwischen Girad und Camden eingesetzt und 1969 nach der Eröffnung der PATCO Speedline von der SEPTA übernommen, welche sie danach auf der gesamten Broad Street Line einsetzte.
Um den überalterten Fahrzeugbestand zu ersetzen, wurden 1982 von Kawasaki insgesamt 104 Wagen des Typs B-4 beschafft, die sich in 76 Wagen mit zwei Führerständen und 28 Wagen mit einem Führerstand aufteilen und aktuell sämtliche Leistungen bedienen.

## Planungen
Aktuell befindet sich der Bau einer Zweigstrecke nach Neshaminy in der Diskussion, welche von der Station Erie aus von der bestehenden Strecke abzweigen und unter dem Roosevelt Boulevard in den Nordosten des Stadtgebiets verlaufen würde und deren Realisierung bereits seit 1913 geplant ist. Für die Zweigstrecke, welche in der Hauptverkehrszeit im 6-Minutentakt und in der Nebenverkehrszeit im 12-Minutentakt befahren werden soll und für die eine Fahrtzeit vom Neshaminy nach City Hall von 32 Minuten vorgesehen ist, wird eine Auslastung von durchschnittlich 124.500 Fahrgästen am Tag und eine Reduzierung des Verkehrsaufkommens um durchschnittlich 83.000 Pkw pro Tag erwartet. Aktuell (Stand Juni 2023) befindet sich das Projekt, welches auch einen Ausbau der Market-Frankford Line von Frankford nach Bustleton, welches sich in der Mitte der geplanten Strecke befinden würde, zur Verbesserung der Umsteigebeziehungen beinhaltet, in der Anhörungsphase, nachdem sich aufgrund einer voraussichtlich (Stand Juni 2023) monatelangen Sperrung der Autobahn I-95, welche das Gebiet abdeckt, aufgrund eines Verkehrsunfalls eines mit Benzin beladenen Tanklastzuges und des damit verbundenen Brandes, welcher den Einsturz einer Überführung zur Folge hatte, das Fehlen schienengebundener öffentlicher Nahverkehrsverbindungen im Nordosten des Stadtgebiets negativ auf die Verkehrssituation auswirkt.